# Christoffer Faarup
Christoffer Faarup (* 28. Dezember 1992 in Aarhus) ist ein dänischer Skirennläufer.

## Werdegang
Faarup bestritt sein erstes internationales Rennen am 17. November 2007 im FIS-Slalom von Rjukan. 2011 nahm er an den Weltmeisterschaften teil, startete jedoch nur im Super-G. Einen Monat später gab er im Super-G von Kvitfjell sein Weltcupdebüt. An den Weltmeisterschaften 2013 und 2015 nahm er auch teil. 2014 machte er bei den Olympischen Spielen mit. Sein bestes Resultat war der 34. Platz in der Kombination.

## Erfolge

### Olympische Winterspiele
- Sotschi 2014: 37. Abfahrt, 34. Super Kombination, 46. Super G
- Pyeongchang 2018: 30. Kombination

### Weltmeisterschaften
- Garmisch-Partenkirchen 2011: DNF Super G
- Schladming 2013: 56. Super G, 37. Abfahrt, DSQ1 Super Kombination, 51. Riesenslalom, DNF1 Slalom
- Vail/Beaver Creek 2015: 40. Super G, 38. Abfahrt, 31. Kombination
- St. Moritz 2017: 26. Kombination, 30. Abfahrt
- Åre 2019: 22. Abfahrt, 26. Super-G

### Juniorenweltmeisterschaften
- Crans-Montana 2011: DNF1 Riesenslalom, 61. Slalom, 77. Abfahrt, 70. Super G
- Québec 2013: DNF Abfahrt, 44. Super G, DNS1 Riesenslalom, DNS1 Slalom

### South American Cup
| Saison | Gesamt | Gesamt | Abfahrt | Abfahrt | Super-G | Super-G | Riesenslalom | Riesenslalom | Slalom | Slalom | Kombination | Kombination |
| Saison | Punkte | Platz  | Punkte  | Platz   | Punkte  | Platz   | Punkte       | Platz        | Punkte | Platz  | Punkte      | Platz       |
| ------ | ------ | ------ | ------- | ------- | ------- | ------- | ------------ | ------------ | ------ | ------ | ----------- | ----------- |
| 2015   | 135    | 30.    | 48      | 14.     | 52      | 14.     | -            | -            | -      | -      | 35          | 15.         |